# 张磻
张磻（12世纪—1253年），字渭老，一字敬父，号松山，福州罗源（今福建省罗源县）人。南宋大臣，宋理宗时参知政事。

## 生平
宋宁宗嘉定四年（1211年）中进士。历任检点赡军激赏酒库所主管文字，差主管尚书吏部架阁。宋理宗淳祐四年（1244年），为太学博士，转任宗正丞兼权兵部郎官。淳祐六年（1246年），为国子祭酒，率同列上奏史嵩之不当夺情起复，于是名动天下。淳祐七年（1247年），除秘书监，管理国史编修、实录检讨，转任权礼部侍郎。出知婺州（治今浙江省金华市），再召为礼部侍郎。转任权兵部尚书兼权吏部尚书。宝祐三年（1255年），拜签书枢密院事，升为同知枢密院事兼参知政事。宝祐五年（1257年），拜参知政事，封长乐郡公，无所建树。守原官致仕，同年去世，赠少师。

## 延伸阅读
[在维基数据编辑]
 《宋史/卷420》，出自脱脱《宋史》